# Squatina nebulosa
Squatina nebulosa е вид акула от семейство Морски ангели (Squatinidae). Видът е уязвим и сериозно застрашен от изчезване.

## Разпространение и местообитание
Разпространен е в Китай, Провинции в КНР, Северна Корея, Тайван, Южна Корея и Япония (Кюшу, Хокайдо, Хоншу и Шикоку).
Обитава пясъчните дъна на морета.

## Описание
На дължина достигат до 1,6 m.